# Anthony Fallah Borwah
Anthony Fallah Borwah (* 3. Oktober 1966 in Wodu) ist Bischof von Gbarnga.

## Leben
Anthony Fallah Borwah empfing am 15. September 1996 die Priesterweihe. Papst Benedikt XVI. ernannte ihn am 21. März 2011 zum Bischof von Gbarnga. 
Die Bischofsweihe spendete ihm der Erzbischof von Monrovia, Lewis Zeigler, am 11. Juni desselben Jahres; Mitkonsekratoren waren George Antonysamy, Apostolischer Nuntius in Liberia, Gambia und Sierra Leone, und Andrew Jagaye Karnley, Bischof von Cape Palmas.